# Пфальзвеэр
Пфальзвеэр (фр. Pfalzweyer) — коммуна на северо-востоке Франции в регионе Гранд-Эст (бывший Эльзас — Шампань — Арденны — Лотарингия), департамент Нижний Рейн, округ Саверн, кантон Ингвиллер.До марта 2015 года коммуна административно входила в состав упразднённого кантона Ла-Птит-Пьер (округ Саверн).
Площадь коммуны — 2,23 км², население — 283 человека (2006) с тенденцией к стабилизации: 318 человек (2013), плотность населения — 142,6 чел/км².

## Население
Население коммуны в 2011 году составляло 325 человек, в 2012 году — 321 человек, а в 2013-м — 318 человек.
| 1962 | 1968 | 1975 | 1982 | 1990 | 1999 | 2006 | 2008 | 2011 | 2012 | 2013 |
| ---- | ---- | ---- | ---- | ---- | ---- | ---- | ---- | ---- | ---- | ---- |
| 307  | 309  | 307  | 288  | 307  | 309  | 283  | 303  | 325  | 321  | 318  |

Динамика населения:

## Экономика
В 2010 году из 200 человек трудоспособного возраста (от 15 до 64 лет) 141 были экономически активными, 59 — неактивными (показатель активности 70,5 %, в 1999 году — 66,2 %). Из 141 активных трудоспособных жителей работали 130 человек (71 мужчина и 59 женщин), 11 числились безработными (двое мужчин и 9 женщин). Среди 59 трудоспособных неактивных граждан 12 были учениками либо студентами, 29 — пенсионерами, а ещё 18 — были неактивны в силу других причин.